# Аријана 6
Аријана 6 је ракета-носач чији је развој одобрен од стране агенције ЕСА. Ова ракета-носач постаће најновији члан Аријана фамилије ракета. Савет министара земаља чланица агенције ЕСА, одржан 2. децембра 2014. у Луксембургу, одобрио је средства за почетак развојног програма. Предложене су две варијанте: први предлог дале су Француска свемирска агенција и ЕСА и подразумева коришћење ракетних мотора са чврстим горивом, док су други предлог дале компаније Ербас и Сафран и подразумева комбинацију језгра ракете погоњеног ракетним мотором на течно гориво уз додатне ракете са чврстим горивом (конфигурација слична ракети Аријана 5). У децембру 2014. године министри земаља чланица ЕСА одлучили су се за развој конфигурације коју су предложили Ербас и Сафран. Почетни захтеви агенције ЕСА били су да ракета-носач може лансирати терет масе најмање 6.500 kg у ГТО, уз цену од 70 милиона €, и могућност лансирања седам ракета током календарске године, почевши од 2021.

## Конструкција
Коначна верзија РН “Аријана 6” има три степена. Први степен је предвиђен у пакетној шеми, са два до четири бочна бустера. Бустери су идентични и компатибилни су Вега-Ц ракети лаке класе, на чврсто гориво. Највероватније ће бити поново искористиви.
Централни део је криогени, и користиће мешавину течног водоника и кисеоника за гориво. Пречника око 4,6 метара, носиће 149 тона горива. У првој фази, погониће га највероватније један Вулкан-2 мотор. 
На трећи степен ће бити постављен одсек са корисним теретом пречника 5,4 м, што је еквиваленто димензијама овог одсека код РН „Аријана 5”. На развоју мотора на течно гориво ради француска компанија Snecma motors. Очекује се да ће мотор “Винчи” бити први пут тестиран у реалним условима на модификованој верзији РН “Аријана 5 МЕ” 2017. Мотор је могуће рестартовати више пута, како би се сваки појединачни терет могао пласирати у своју предодређену орбиту.
Висина РН “Аријана 6” биће око 63 м, а маса на старту од 500—800 тона.
У јуну 2015. године Француска свемирска агенција објавила је да је потписан уговор за почетак изградње нове лансирне рампе ELA 4 на космодрому Куру, која ће бити коришћена за лансирање РН Аријана 6. Том приликом је објављено и да ће се финална монтажа ракете вршити хоризонтално, за разлику од свих досадашњих европских ракета. Овај принцип користи се при монтажи свих руских ракета, а скорије је исти принцип примењен и за финалну монтажу РН Делта IV и Фалкон 9. Међутим, још није донета коначна одлука да ли ће се терет (сателит) на ракету монтирати у хоризонталном положају, или ће се додавати када се ракета усправи на лансирну рампу, као што је то случај био до сада.

## Варијанте
Ракета-носач Аријана 6 биће доступна у две варијанте:
- Тешка (А64), која за додатни потисак користи четири ракетна мотора са чврстим горивом P120, у првом степену користи ракетни мотор на течно гориво Вулкан 2, и у трећем степену користи мотор Винчи. Ова верзија ракете моћи ће да достави до 11 тона у ГТО, уз могућност лансирања једног или два сателита, уз цену од 85 милиона €.[7][8]
- Лака (А62), која за додатни потисак користи два ракетна мотора са чврстим горивом P120, уз исти први и други степен, која ће моћи да достави до 7 тона у ГТО, уз цену од 65 милиона €.[7][8]